# 17e étape du Tour de France 2008
Pour un article plus général, voir Tour de France 2008.
La 17e étape du Tour de France 2008 s'est déroulée le 23 juillet. Le parcours de 210,5 km reliait Embrun à L'Alpe d'Huez.

## Profil de l'étape

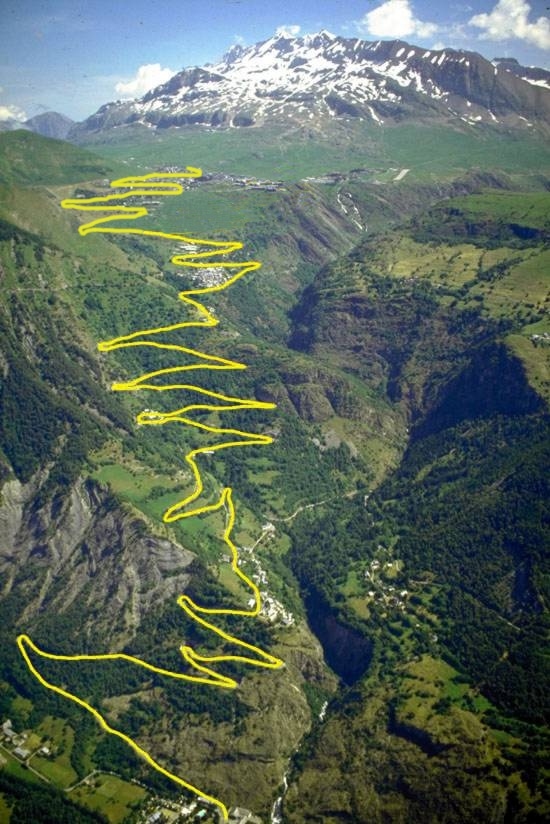
Montée de l'Alpe d'Huez

Cette 17e étape est la dernière du Tour de France dans les Alpes. Elle conduit les coureurs depuis Embrun, déjà ville-départ trois jours auparavant, jusqu'à L'Alpe d'Huez. Le début de l'étape remonte le cours de la Durance et est plutôt plat, jusqu'à la première difficulté de la journée : la côte de Ste-Marguerite, classée en 3e catégorie. Le parcours devient ensuite plus vallonné. À Briançon, le tracé quitte la Durance pour remonter la Guisane. Après le premier des deux sprints intermédiaires de la journée, au Monêtier-les-Bains, démarre l'ascension du premier col hors-catégorie : le Galibier. Il est long de 20,9 kilomètres pour une pente de 5,6 % de moyenne, mais les pourcentages peuvent atteindre par endroits jusqu'à 10 %. Après la descente passant par le col du Télégraphe, les coureurs n'ont pas de répit car ils commenceront la montée vers le col de la Croix-de-Fer, lui aussi classé hors-catégorie : 29 km de montée à 5,2 % de moyenne, mais là aussi les pourcentages peuvent atteindre les 10 %. Après la descente et le second sprint intermédiaire au Bourg-d'Oisans, débute la montée finale vers L'Alpe d'Huez, avec ses 21 virages sur 13,8 km de montée à 7,9 % de moyenne, et dont certains passages sont relevés à plus de 12 %.

## La course
Le départ est donné à Embrun, sous un soleil de plomb. Beaucoup d'attaques sont à signaler dans les premiers kilomètres, mais aucune ne parvient à creuser l'écart, jusqu'au kilomètre 16, où le Slovaque Peter Velits, de l'équipe Team Milram, l'Espagnol Rubén Pérez, de l'équipe Euskaltel-Euskadi et le Français Rémy Di Grégorio, de La Française des jeux prennent quelques secondes d'avance au peloton. Ils seront rejoints peu après par l'Allemand Stefan Schumacher, de la Gerolsteiner, ancien maillot jaune et porteur du dossard rouge du plus combatif de la veille. Le peloton les laisse partir et ils prennent de l'avance.
Les échappés comptent ainsi 2 min 45 s d'avance au passage de la côte de Ste-Margueritte, au kilomètre 31, et 5 min 30 s au sprint intermédiaire du Mônetier. L'ascension du Galibier commence alors. Malgré le tempo modéré de l'équipe CSC qui mène le peloton, les quatre hommes de tête ne creusent pas leur avance dans cette montée. C'est Stefan Schumacher qui prend la première place au sommet, devant ses compagnons. Près de 5 min plus tard, le maillot à pois Bernhard Kohl règle le sprint du peloton : il conforte ainsi sa première place dans le classement du meilleur grimpeur.
Dans la descente, Rémy Di Grégorio est distancé du groupe de tête. Rubén Pérez le sera lui aussi un peu plus tard, dans les premières pentes du second col, le col de la Croix-de-Fer.
Les coéquipiers du maillot jaune Fränk Schleck impriment eux un tempo plus rapide au peloton, qui finit par perdre de nombreux éléments (notamment les coéquipiers des favoris du tour). Les deux anciens échappés sont rattrapés, et les deux restants (Stefan Schumacher et Peter Velits) perdent du temps.
Schumacher est distancé par Velits qui passe en tête au col. Bernhard Kohl règle encore une fois le sprint du groupe maillot jaune, accroissant encore son avance au classement des grimpeurs.
Dans la descente, l'écart entre l'homme de tête et le peloton stagne entre 1 min et 1 min 30 s. À ce moment, Jérôme Pineau, français de l'équipe Bouygues Telecom, parvient à sortir et rejoindre Peter Velits. Les deux coureurs parviennent à garder de l'avance jusqu'aux premières pentes de l'Alpe d'Huez, avant d'être rejoints.
Le peloton est alors réduit à une dizaine de coureurs, principalement les leaders. Carlos Sastre, l'Espagnol de la Team CSC, alors quatrième du général, parvient à partir. Il prend petit à petit de l'écart, jusqu'à 1 min 30 s d'avance. Derrière, plusieurs coureurs s'agitent et tentent, en vain, une attaque, à l'image de Christian Vande Velde, Vladimir Efimkin ou Bernhard Kohl.
L'écart monte pour Sastre qui accroît son avance. Celle-ci monte jusqu'à 2 min 30 s. Derrière, Cadel Evans, troisième du général, et favori pour reprendre le maillot jaune lors de l'avant-dernière étape (contre-la-montre) se met à rouler pour limiter l'écart, faute de pouvoir le rattraper.
En effet, Carlos Sastre coupe la ligne seul, prenant du même coup le maillot jaune, et il faut attendre plus de 2 min avant de voir le groupe de poursuivants arriver. C'est Samuel Sánchez qui prend la deuxième place, devant le Luxembourgeois Andy Schleck, équipier du vainqueur et maillot blanc.
Fränk Schleck termine dans ce même groupe mais doit céder le maillot à son coéquipier. Il compte 1 min 24 s de retard sur le leader. Bernhard Kohl reste sur le podium à 1 min 33 s et Cadel Evans est à 1 min 34 s, temps qu'il pourra espérer reprendre dans le contre-la-montre. Les autres maillots distinctifs restent inchangés : le vert pour Óscar Freire, le maillot à pois pour Bernhard Kohl et le maillot blanc pour Andy Schleck.
Le combatif du jour est Peter Velits.

## Sprints intermédiaires
| Premier   | Rémy Di Grégorio  | 6 pts. |
| Deuxième  | Peter Velits      | 4 pts. |
| Troisième | Stefan Schumacher | 2 pts. |

| Premier   | Jérôme Pineau     | 6 pts. |
| Deuxième  | Peter Velits      | 4 pts. |
| Troisième | Kurt Asle Arvesen | 2 pts. |

## Côtes
| Premier   | Stefan Schumacher | 4 pts. |
| Deuxième  | Rémy Di Grégorio  | 3 pts. |
| Troisième | Rubén Pérez       | 2 pts. |
| Quatrième | Peter Velits      | 1 pts. |

| Premier   | Stefan Schumacher   | 20 pts. |
| Deuxième  | Rémy Di Grégorio    | 18 pts. |
| Troisième | Peter Velits        | 16 pts. |
| Quatrième | Rubén Pérez         | 14 pts. |
| Cinquième | Bernhard Kohl       | 12 pts. |
| Sixième   | Thomas Voeckler     | 10 pts. |
| Septième  | John-Lee Augustyn   | 8 pts.  |
| Huitième  | Amets Txurruka      | 7 pts.  |
| Neuvième  | Kanstantsin Siutsou | 6 pts.  |
| Dixième   | Carlos Barredo      | 5 pts.  |

| Premier   | Peter Velits          | 20 pts. |
| Deuxième  | Bernhard Kohl         | 18 pts. |
| Troisième | Kurt Asle Arvesen     | 16 pts. |
| Quatrième | Andy Schleck          | 14 pts. |
| Cinquième | Christian Vande Velde | 12 pts. |
| Sixième   | Fränk Schleck         | 10 pts. |
| Septième  | Christopher Froome    | 8 pts.  |
| Huitième  | David Moncoutié       | 7 pts.  |
| Neuvième  | Kim Kirchen           | 6 pts.  |
| Dixième   | Carlos Sastre         | 5 pts.  |

| Premier   | Carlos Sastre         | 40 pts. |
| Deuxième  | Samuel Sánchez        | 36 pts. |
| Troisième | Andy Schleck          | 32 pts. |
| Quatrième | Alejandro Valverde    | 28 pts. |
| Cinquième | Fränk Schleck         | 24 pts. |
| Sixième   | Vladimir Efimkin      | 20 pts. |
| Septième  | Cadel Evans           | 16 pts. |
| Huitième  | Denis Menchov         | 14 pts. |
| Neuvième  | Christian Vande Velde | 12 pts. |
| Dixième   | Bernhard Kohl         | 10 pts. |

## Classement de l'étape
| Classement de la 17e étape | Classement de la 17e étape | Classement de la 17e étape | Classement de la 17e étape | Classement de la 17e étape |
|                            | Coureur                    | Pays                       | Équipe                     | Temps                      |
| -------------------------- | -------------------------- | -------------------------- | -------------------------- | -------------------------- |
| 1er                        | Carlos Sastre              | ESP                        | Team CSC Saxo Bank         | en 6 h 07 min 58 s         |
| 2e                         | Samuel Sánchez             | ESP                        | Euskaltel-Euskadi          | + 2 min 03 s               |
| 3e                         | Andy Schleck               | LUX                        | Team CSC Saxo Bank         | + 2 min 03 s               |
| 4e                         | Alejandro Valverde         | ESP                        | Caisse d'Épargne           | + 2 min 13 s               |
| 5e                         | Fränk Schleck              | LUX                        | Team CSC Saxo Bank         | + 2 min 13 s               |
| 6e                         | Vladimir Efimkin           | RUS                        | AG2R-La Mondiale           | + 2 min 15 s               |
| 7e                         | Cadel Evans                | AUS                        | Silence-Lotto              | + 2 min 15 s               |
| 8e                         | Denis Menchov              | RUS                        | Rabobank                   | + 2 min 15 s               |
| 9e                         | Christian Vande Velde      | USA                        | Garmin Chipotle            | + 2 min 15 s               |
| 10e                        | Bernhard Kohl              | AUT                        | Gerolsteiner               | + 2 min 15 s               |
| modifier                   |                            |                            |                            |                            |

## Classement général
| Classement général | Classement général    | Classement général | Classement général | Classement général  |
|                    | Coureur               | Pays               | Équipe             | Temps               |
| ------------------ | --------------------- | ------------------ | ------------------ | ------------------- |
| 1er                | Carlos Sastre         | ESP                | Team CSC Saxo Bank | en 68 h 30 min 16 s |
| 2e                 | Fränk Schleck         | LUX                | Team CSC Saxo Bank | + 1 min 24 s        |
| 3e                 | Bernhard Kohl         | AUT                | Gerolsteiner       | + 1 min 33 s        |
| 4e                 | Cadel Evans           | AUS                | Silence-Lotto      | + 1 min 34 s        |
| 5e                 | Denis Menchov         | RUS                | Rabobank           | + 2 min 39 s        |
| 6e                 | Christian Vande Velde | USA                | Garmin Chipotle    | + 4 min 41 s        |
| 7e                 | Alejandro Valverde    | ESP                | Caisse d'Épargne   | + 5 min 35 s        |
| 8e                 | Samuel Sánchez        | ESP                | Euskaltel-Euskadi  | + 5 min 52 s        |
| 9e                 | Tadej Valjavec        | SLO                | AG2R-La Mondiale   | + 8 min 10 s        |
| 10e                | Vladimir Efimkin      | RUS                | AG2R-La Mondiale   | + 8 min 24 s        |
| modifier           |                       |                    |                    |                     |

## Classements annexes

### Classement par points
| Classement par points | Classement par points | Classement par points | Classement par points | Classement par points |
| --------------------- | --------------------- | --------------------- | --------------------- | --------------------- |
|                       | Coureur               | Pays                  | Équipe                | Point(s)              |
| 1er                   | Óscar Freire          | ESP                   | Rabobank              | 219 points            |
| 2e                    | Thor Hushovd          | NOR                   | Crédit agricole       | 172 pts               |
| 3e                    | Erik Zabel            | GER                   | Team Milram           | 167 pts               |
| modifier              |                       |                       |                       |                       |

### Classement de la montagne
| Classement du meilleur grimpeur | Classement du meilleur grimpeur | Classement du meilleur grimpeur | Classement du meilleur grimpeur | Classement du meilleur grimpeur |
| ------------------------------- | ------------------------------- | ------------------------------- | ------------------------------- | ------------------------------- |
|                                 | Coureur                         | Pays                            | Équipe                          | Point(s)                        |
| 1er                             | Bernhard Kohl                   | AUT                             | Gerolsteiner                    | 125 points                      |
| 2e                              | Carlos Sastre                   | ESP                             | Team CSC Saxo Bank              | 80 pts                          |
| 3e                              | Fränk Schleck                   | LUX                             | Team CSC Saxo Bank              | 80 pts                          |
| modifier                        |                                 |                                 |                                 |                                 |

### Classement du meilleur jeune
| Classement général du meilleur jeune | Classement général du meilleur jeune | Classement général du meilleur jeune | Classement général du meilleur jeune | Classement général du meilleur jeune |
|                                      | Coureur                              | Pays                                 | Équipe                               | Temps                                |
| ------------------------------------ | ------------------------------------ | ------------------------------------ | ------------------------------------ | ------------------------------------ |
| 1er                                  | Andy Schleck                         | LUX                                  | Team CSC Saxo Bank                   | en 74 h 49 min 18 s                  |
| 2e                                   | Roman Kreuziger                      | CZE                                  | Liquigas                             | + 1 min 58 s                         |
| 3e                                   | Vincenzo Nibali                      | ITA                                  | Liquigas                             | + 15 min 24 s                        |
| modifier                             |                                      |                                      |                                      |                                      |

### Classement par équipes
| Classement par équipes | Classement par équipes | Classement par équipes | Classement par équipes |
|                        | Équipe                 | Pays                   | Temps                  |
| ---------------------- | ---------------------- | ---------------------- | ---------------------- |
| 1re                    | Team CSC Saxo Bank     | Danemark               | en 223 h 50 min 44 s   |
| 2e                     | AG2R-La Mondiale       | France                 | + 9 min 27 s           |
| 3e                     | Rabobank               | Pays-Bas               | + 1 h 01 min 26 s      |
| modifier               |                        |                        |                        |

### Combativité
Peter Velits (Team Milram)

## Abandon
Jimmy Casper, hors délais (Agritubel)